# Anisodus carniolicoides
Anisodus carniolicoides là loài thực vật có hoa trong họ Cà. Loài này được (C.Y.Wu & C.Chen) D'Arcy & Zhi Y.Zhang mô tả khoa học đầu tiên năm 1992.